# 保型因子
数学における保型因子（ほけいいんし、英: factor of automorphy）の概念は、複素解析多様体への群の作用が定められているという状況で生じてくる。 

## 定義
群 G が複素解析多様体 X に作用しているものとすると、この群 G は X 上の複素数値正則函数全体の成す空間にも作用する。このような函数 f が保型形式であるとは、群 G の作用に関して
{\displaystyle f(g.x)=j_{g}(x)f(x)}
なる関係を満たすことを言う。ただし、jg(x) は至る所零でない正則函数とする。これは、保型形式は G の作用のもとで不変となる成分 (divisor) を持つような函数であるというように述べることもできる。
保型形式 f の保型因子とはこのような函数 j のことである。また、保型函数 (automorphic function) とは、その保型因子 j が常に 1 であるような保型形式をいう。

## 性質
保型因子に関していくつかの事実が成り立つ。
- 任意の保型因子は、至る所零でない正則函数全体の成す乗法群への G の作用に関する 1-双対輪体である。
- 保型因子が双対境界輪体となることと、それが至る所零でない保型形式の保型因子として得られることとは同値である。
- 与えられた保型因子に対して、それを保型因子に持つ保型形式の全体はベクトル空間を成す。
- 二つの保型形式の点ごとの積は、それら二つの保型形式の保型因子の積を保型因子として持つ保型形式となる。

## 関連する概念
保型因子とその他の概念の間の関係として、以下のようなものが挙げられる。
- Γ がリー群 G 内の格子群であるとき、Γ に対する保型因子は、商リー群 G/Γ 上の直線束に対応する。さらに、与えられた保型因子に対する保型形式は対応する直線束の切断に対応する。

Γ が SL(2, R) の部分群で上半平面に作用している場合に特殊化した議論はモジュラー形式の保型因子の項に譲る。